# 高額綠鸚嘴魚
青綠鸚嘴魚，又名凹尾绿鹦嘴鱼，為輻鰭魚綱鱸形目隆頭魚亞目鸚哥魚科的其中一種，分布於太平洋琉球群島至澳洲大堡礁海域，棲息深度可達40公尺，體長可達50公分，棲息在礁石區，成小群活動，以藻類為食，可做為觀賞魚。